# Omri Altman
Omri Altman (hebräisch עומרי אלטמן; * 23. März 1994 in Ramat Gan) ist ein israelischer Fußballspieler.

## Karriere
Omri Altman begann seine Profikarriere 2013 bei Maccabi Tel Aviv, wo er zuvor bei den Junioren spielte. Bereits in seiner ersten Saison kam er im Rahmen zur Qualifikation für die UEFA Champions League zu seinem ersten internationalen Pflichtspieleinsatz. Am Ende der Saison konnte er mit der israelischen Meisterschaft seinen ersten Titel gewinnen. 2017 wechselte Altman zu Panathinaikos Athen nach Griechenland. Im Juli 2019 schloss er sich erneut Hapoel Tel Aviv an.

## Nationalmannschaft
Im Zeitraum zwischen 2010 und 2017 durchlief Altman von der U-16 bis zur U-21 alle Nachwuchsnationalmannschaften Israels. Insgesamt kam er auf 51 Länderspiele und erzielte dabei 11 Tore.

## Erfolge
- Israelischer Meister: 2014